# Hypericum bequaertii
Hypericum bequaertii är en johannesörtsväxtart som beskrevs av De Wild.. Hypericum bequaertii ingår i släktet johannesörter, och familjen johannesörtsväxter. Inga underarter finns listade i Catalogue of Life.